# Slender: The Eight Pages
Slender: The Eight Pages, originalmente conhecido apenas como Slender, é um jogo gratuito de survival horror e terror psicológico desenvolvido pela produtora independente Parsec Productions. A versão beta foi lançada para Windows e OS X em junho de 2012. O jogo é baseado na lenda urbana Slender Man. 

## Sinopse
O jogo tem apenas um objetivo: encontrar 8 páginas em uma floresta, à noite, supostamente deixadas por uma vítima. O jogador não tem nada para se defender ou atacar, apenas uma lanterna para ver melhor, e que, eventualmente, ficará sem energia, deixando o jogador na escuridão permanentemente. Somente após pegar a primeira página, o jogador começa a ser perseguido pela criatura conhecida como Slender Man, um homem sem rosto que veste terno e é capaz de esticar seus membros. Quando Slender Man está por perto, a tela do jogo ficará com estática. O grau de dificuldade e a música do jogo mudam conforme as páginas são coletadas. Após coletar as 8 páginas, Slender Man captura o jogador, terminando a partida. 

## Recepção
Slender: The Eight Pages tornou-se popular na internet devido à eficácia do ambiente de terror e sua simplicidade, sendo que muitos o consideram ser mais aterrorizante que jogos como Resident Evil e Silent Hill.
A versão beta v0.9.7 teve aproximadamente 2,1 milhões de downloads pelo site Atomic Gamer até fevereiro de 2013, fora os downloads por sites alternativos e via torrent.

## Ligações Externas
- Site oficial de Slender: The Eight Pages
- Site oficial de Slender: The Arrival